# Karad
Karād är en ort i Indien.   Den ligger i distriktet Satara Division och delstaten Maharashtra, i den sydvästra delen av landet, 1 300 km söder om huvudstaden New Delhi. Karād ligger 568 meter över havet och antalet invånare är 55 663.
Terrängen runt Karād är platt söderut, men norrut är den kuperad. Runt Karād är det tätbefolkat, med 530 invånare per kvadratkilometer. Karād är det största samhället i trakten. Trakten runt Karād består till största delen av jordbruksmark.